# Callionymus aagilis
Espèce
Callionymus aagilis, le Dragonnet, est une espèce de poissons marins de la famille des Callionymidae. 

## Répartition
Callionymus aagilis se rencontre à La Réunion et à l'île Maurice dans le Sud-Ouest de l'océan Indien.

## Description
Callionymus aagilis peut mesurer, queue non comprise, jusqu'à 107 mm pour les mâles et jusqu'à 125 mm pour les femelles.

## Classification
Le nom valide complet (avec auteur) de ce taxon est Callionymus aagilis Fricke (d), 1999.
Ce taxon porte en français le nom vernaculaire ou normalisé suivant : Dragonnet, terme assez générique, et non spécifique, pour ce type de poissons.
Callionymus aagilis a pour synonyme :
- Callionymus angilis Fricke, 1999

### Étymologie
Son épithète spécifique, composé du a privatif et du latin agilis, « agile, mobile, rapide », fait référence aux lents déplacements de cette espèce.

### Publication originale
- (en) Ronald Fricke, Fishes of the Mascarene Islands (Réunion, Mauritius, Rodriguez): an annotated checklist, with descriptions of new species, vol. 31, Allemagne, Koeltz, coll. « Theses Zoologicae », septembre 1999, 759 p. (ISBN 9783874294119).